# Micrathena reimoseri
Micrathena reimoseri is een spinnensoort in de taxonomische indeling van de wielwebspinnen (Araneidae).
Het dier behoort tot het geslacht Micrathena. De wetenschappelijke naam van de soort werd voor het eerst geldig gepubliceerd in 1935 door Cândido Firmino de Mello-Leitão.